# خانه کاظم خبازی
خانه کاظم خبازی مربوط به دوره قاجار است و در دزفول، محله لوریان واقع شده و این اثر در تاریخ ۱۷ اسفند ۱۳۸۱ با شمارهٔ ثبت ۷۸۸۹ به‌عنوان یکی از آثار ملی ایران به ثبت رسیده است.